# Byssolejeunea
Byssolejeunea là một chi rêu trong họ Lejeuneaceae.